# Willow Creek

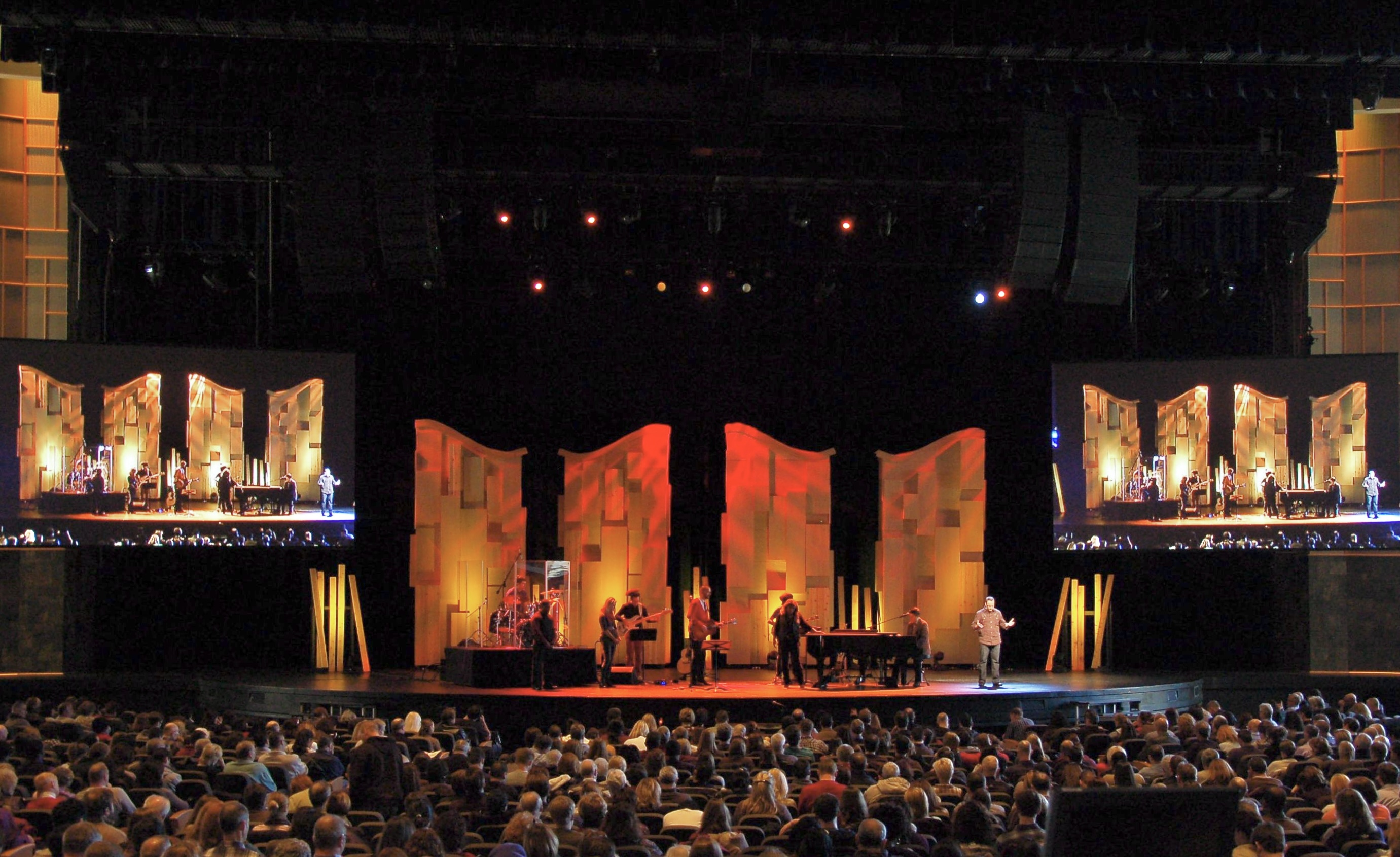
2012

Willow Creek är en amerikansk fristående evangelisk megakyrka i South Barrington utanför Chicago. Den startades under det tidiga 1970-talet i South Park Church i Park Ridge utanför Chicago, den har sin grund i Bibeln och tron på Jesus. Denna rörelse har tagit inspiration ifrån Oxfordrörelsen och AA:s tolvstegsprogram och tanken med Willow Creek är att den kristna kyrkan ska hitta nya sätt att nå ut till människor. De vill göra människors vardagsliv till en del av kyrkan. Genom smågrupper försöker de möta sin församlings behov. Människor med gemensamma intressen eller problem kan träffas och samtala för att genom detta sträva efter efterföljelse av Jesus. 
Willow Creek har studerat sociologiska undersökningar som visar att amerikaner idag inte ser Bibelns texter som något som är viktigt och användbart i deras vardagsliv. I Willow Creeks gudstjänster utgår man därför inte ifrån Bibeln utan ifrån händelser och företeelser som församlingen kan känna igen sig i. Ett exempel skulle kunna vara ”hur blåser man nytt liv i ett falnande äktenskap”. Sedan utifrån det ämnet så visar man sina församlings medlemmar hur man kan söka hjälp i Bibelns texter. Varje söndags gudstjänst besöks av ungefär 15 000 personer. 
Willow Creek arbetar även tillsammans med Recoveryrörelsen. Där jobbar de med rehabilitering av olika slags missbruk till exempel alkohol-, drog- och sexmissbruk. I Sverige har Willow Creek samarbetat med Evangeliska Frikyrkan, även om Willow Creek Sverige inte är samfundsbundet. I Sverige finns heller ingen koppling till Recoveryrörelsen.